# Anno (Vorname)
Anno ist ein männlicher Vorname.

## Herkunft und Bedeutung des Namens
Kurzform des Vornamens Arnold aus dem Althochdeutschen.
Auch Kurzform von Hanno.

## Varianten
Arn, Arild (dänisch), Arnd, Arndt, Arne, Arness, Arnie, Arniko, Arnold, Erken, Onno, Ono, Ontje

## Bekannte Namensträger
- Anno I., Bischof von Köln († 715)
- Anno von Verona, Bischof von Verona († 780)
- Anno von Freising, Bischof von Freising († 875)
- Anno von St. Gallen († 954), Gegenabt
- Anno II., Erzbischof von Köln († 1075)
- Anno von Heimburg († nach 1170), Ministeriale und Vogt von Goslar
- Anno von Landsberg, auch Anno von Minden genannt, († 1185), Bischof in Minden an der Weser
- Anno von Sangerhausen († 1273), von 1256 bis 1273 Hochmeister des Deutschen Ordens

- Anno Neumann, Ordensname von Josef Neumann, deutscher römisch-katholischer Geistlicher und Begründer des Kreuzbunds
- Anno Saul (* 1963), deutscher Filmregisseur
- Anno Vey (1934–2019), deutscher Politiker (CDU), Bürgermeister von Cochem und Oberbürgermeister von Ingelheim am Rhein